# Drypetes sumatrana
Drypetes sumatrana là một loài thực vật có hoa trong họ Putranjivaceae. Loài này được (Miq.) Pax & K.Hoffm. mô tả khoa học đầu tiên năm 1922.